# 장흥 백수장 별묘
장흥 백수장 별묘(長興 白壽長 別廟)는 대한민국 전라남도 장흥군 용산면 상금리에 있는, 조선 초기 공신 백수장의 부조묘이다. 2019년 12월 26일 전라남도의 민속문화재 제49호로 지정되었다.

## 지정 사유
조선 초기 공신 백수장의 부조묘로 품격과 위계를 갖추었고, 개방형 전퇴의 평면과 가구구조 등이 특징적이며, 보존상태도 양호하여 문화재 지정이 필요하다.
별묘(부조묘)의 운영과 관련한 계(契), 제례 문서, 제기 등 희귀 자료를 보존해오고, 현재까지 제례를 과거와 똑같이 지내는 등 민속적∙학술적 가치가 지대하다.

## 같이 보기
- 백수장

## 참고 문헌
- 장흥 백수장 별묘 - 국가유산청 국가유산포털